# Черкасский государственный академический заслуженный украинский народный хор
Черкасский государственный академический заслуженный украинский народный хор (укр. Черкаський державний академічний заслужений український народний хор) — музыкальный коллектив Украины, существующий в Черкасской областной филармонии. Лауреат Государственной премия Украины имени Тараса Шевченко (1981).

## История
Черкасский государственный академический заслуженный украинский народный хор был создан в мае 1957 года. В сентябре 1957 года коллективу было присвоено звание — «Черкасский государственный украинский народный хор». В 1969 году, когда коллектив возглавлял Анатолий Максимович Пашкевич, хору было присвоено почетное звание «заслуженный» С 1975 по 1987 год художественным руководителем хора работал народный артист Украины Евгений Кухарець.
В 1981 году хору была присуждена Государственная премия Украины имени Тараса Шевченко. За свою историю хор стал лауреатом IV Всемирного фестиваля молодежи и студентов в Москве, лауреатом XII Международного фестиваля в Болгарии.
С 2007 года хору был присвоено статус академического.

## Руководители и главные дирижёры
Список руководителей конкурса:
- Николай Куст (1957—1963),
- Анатолий Авдиевский (1963—1966),
- Владимир Конощенко (1966—1967),
- Анатолий Пашкевич (1967—1973),
- Александр Стадник (1973−1975 и 1994—1997),
- Евгений Кухарець (1975—1987),
- Петр Савчук (1987—1993),
- Леонид Трофименко (с 1997—2017).
- Владимир Федас (2017—2019 и с 2021 по ныне).
- Наталья Шмараева-Гожа (2019—2021).

## Награды
- Почётная грамота Президиума Верховного Совета РСФСР (5 июня 1969 года) — за большой вклад в развитие и укрепление взаимосвязей братских национальных культур и активное участие в проведении Декады украинской литературы и искусства в РСФСР[4].